# 彼得拉尔巴
彼得拉尔巴（法語：Pietralba，法語發音：[pjɛtʁalba]）是法国上科西嘉省的一个市镇，属于卡尔维区。

## 地理
彼得拉尔巴（42°32'47"N, 9°11'9"E）面积38.98 平方千米，位于法国上科西嘉省，该省份位于科西嘉北部，后者为地中海西部的一座岛屿，也是法国的一个单一领土集体，位于法国大陆部分的东南面，意大利半島的西面，最临近的地块是撒丁岛。
与彼得拉尔巴接壤的市镇（或旧市镇、城区）包括：拉马、卡斯蒂福、诺韦拉、皮耶沃、索里奥。

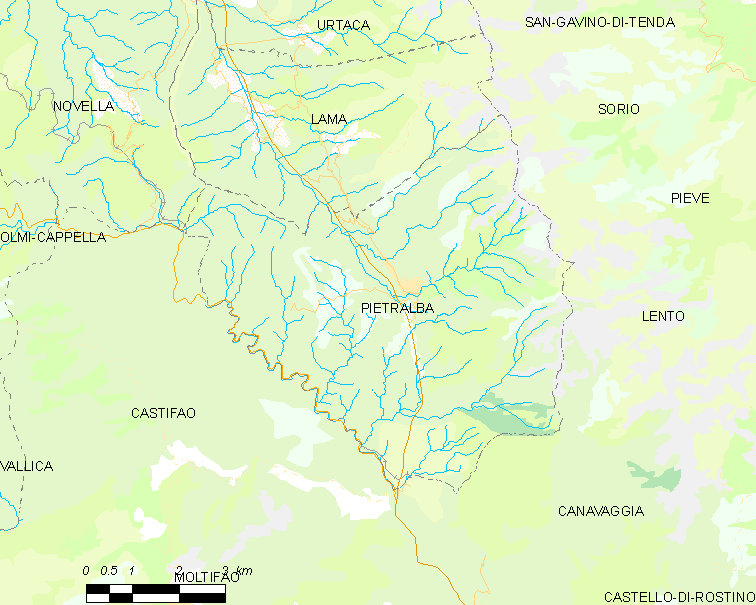
彼得拉尔巴的OSM定位图

彼得拉尔巴的时区为UTC+01:00、UTC+02:00（夏令时）。

## 行政
彼得拉尔巴的邮政编码为20218，INSEE市镇编码为2B223。

## 政治
彼得拉尔巴所属的省级选区为戈洛-莫罗萨利亚县。

## 人口

1962-2008年间彼得拉尔巴人口变化图示

彼得拉尔巴于2022年1月1日时的人口数量为503人。